# إمبراطورية العشق
إمبراطورية العشق (باليابانية: 愛の亡霊) فيلم ياباني فرنسي من إخراج ناغيسا أوشيما، استنادًا إلى رواية لإيتوكو ناكامورا. وكسب ناغيسا أوشيما عن هذا الفيلم جائزة أفضل مخرج في مهرجان كان ويعد من أهم أعماله.

## القصة
في عام 1895، يصل عداء عربة يد إلى منزله في قرية في اليابان. ويكتشف أنه تم إغواء زوجته سيكي من قبل جاره، تويوجي. يشعر بغيرة شديدة من زوج سيكي ويقرر قتله. في إحدى الليالي، بعد أن تناول الزوج الكثير من الشوشو ليشربه وكان في الفراش ، خنقوه وألقوا جسده في البئر. لتجنب أي شكوك ، تتظاهر سيكي بأن زوجها قد ذهب إلى طوكيو للعمل. لمدة ثلاث سنوات ، يرى سيكي وتويوجي بعضهما البعض سرا. تتمتع علاقتهما بلحظات من العاطفة الشديدة، لكن الشاب يبدأ في إبعاد نفسه عن سيكي. لاحقا تصبح الشكوك في القرية قوية جدًا ويبدأ الناس في النميمة. ومما زاد الطين بلة، بدأ شبح زوجها يطاردها ويصل القانون للتحقيق في اختفاء زوجها.

## روابط خارجية
- إمبراطورية العشق على موقع IMDb (الإنجليزية)
- إمبراطورية العشق على موقع روتن توميتوز (الإنجليزية)
- إمبراطورية العشق على موقع ألو سيني (الفرنسية)
- إمبراطورية العشق على موقع Turner Classic Movies (الإنجليزية)
- إمبراطورية العشق على موقع أول موفي (الإنجليزية)
- إمبراطورية العشق على موقع فيلمافينيتي (الإسبانية)
- إمبراطورية العشق على موقع قاعدة بيانات الأفلام السويدية (السويدية)
- إمبراطورية العشق على موقع قاعدة بيانات الفيلم (الإنجليزية)
- إمبراطورية العشق على موقع ليتربوكسد (الإنجليزية)
- إمبراطورية العشق على موقع كينوبويسك (الروسية)